# Botrychium australe
Botrychium australe är en låsbräkenväxtart. Botrychium australe ingår i släktet låsbräknar, och familjen låsbräkenväxter.

## Underarter
Arten delas in i följande underarter:
- B. a. australe
- B. a. negeri